# Ghaur
Para conocer la región del río Jordán, consulte Valle del Jordán.
Ghaur es un supervillano que aparece en los cómics estadounidenses publicados por Marvel Comics y es la cabeza del sacerdocio de los Deviantes en el Universo Marvel.

## Historial de publicaciones
Creado por Peter B. Gillis y Sal Buscema, apareció por primera vez en The Eternals vol. 2 #2 (noviembre de 1985).

## Biografía ficticia
Ghaur nació en la "Ciudad de los Sapos" en la Deviant Lemuria. Creció para convertirse en un sumo sacerdote en el sacerdocio Deviant, pero tenía la ambición de ser mucho más. Hizo que mataran a Ranar el Deviant cuando Ranar reclamó la sucesión al trono del Deviant. Ghaur se convirtió en el líder no oficial de los Deviants. Tuvo un enfrentamiento con el señor de la guerra Kro, a quien Ghaur permitió que se convirtiera en un monarca testaferro. Ghaur capturó a Kro y a las Eternas Thena y Sersi. Le reveló a Kro que había acumulado un ejército de Deviants en animación suspendida. Ghaur usó un frasco que contenía parte de la "esencia" del "Soñador Celestial " para transformarse en un Celestial. Sin embargo, Ghaur cayó bajo el control mental del Soñador Celestial, quien obligó a Ghaur a intentar liberarlo de su tumba. La conciencia de Ghaur fue separada de su cuerpo celeste por una Uni-Mente compuesta por los Eternos y los Vengadores de la Costa Oeste. La conciencia de Ghaur aparentemente se disipó, y el cuerpo celeste de Ghaur se redujo a una aparente nada.
Ghaur luego engañó a Silver Surfer para que recreara su forma física. Ghaur luchó contra Silver Surfer y liberó a la supervillana lemuriana Llyra del cautiverio. Ghaur formó una alianza con Llyra para recrear la Corona Serpiente. Ellos formaron una alianza con Attuma y liberaron a Tyrannus del cuerpo de la Abominación. Ghaur y Llyra causaron la devastación de Atlantis como sacrificio al dios serpiente Set. Ghaur y Llyra reunieron a las siete "Novias de Set" y las usaron para traer a Set a la Tierra. Fueron frustrados por un Thor poseído por Demogorge. Ghaur trató de matar a las "Novias" para traer a Set de regreso a la Tierra, pero fue frustrado por Naga.
Más tarde, Kro dirigió a un grupo de heroicos Deviants conocidos como la Red Delta para rescatar a los Vengadores de un Ghaur resucitado, quien usó sus poderes para controlar a los deviants una vez más. Ghaur y los Deviants lucharon contra los Eternos y los Heroes for Hire cuando el sacerdote loco coronó un Anti-mente en su plan para gobernar el mundo y desafiar a los Celestiales. A pesar de la destrucción de la infraestructura, Ghaur se mantuvo como el líder de los Deviants y mantuvo la capacidad de crear un Anti-Mente. Kro y Ghaur formaron facciones conflictivas y mantuvieron la lucha por el poder en Deviant Lemuria. El mundo externo no sabía quién estaba a cargo. Ghaur amenazó a Wakanda con guerra si un niño Deviant no fue devuelto a la custodia de Lemuria. A raíz de la crisis diplomática, se reveló que la niña era la hija de Ghaur y que se sentía amenazada en su posición como Sumo Sacerdote porque su hija era una Rechazada, una niña con apariencia humana. El niño fue declarado oficialmente muerto y continuó viviendo en Wakanda.
Mucho más tarde, los hombres Deviants quedaron estériles por una plaga y se produjo una competencia de poder entre Ereshkigal y Ghaur. Ghaur ganó cuando prometió a los deviants el regreso de la fertilidad con la ayuda del eterno secuestrado Phastos. El dios asgardiano Thor rescató a Phastos y luchó contra Ghaur. Cuando se destruyó la piedra Unbiding, Ghaur y Ereshkigal desaparecieron y Kro se quedó liderando a los Deviants.

## Poderes y habilidades
Ghaur es el resultado del mestizaje de sus antepasados supervisados por sacerdotes desviados entrenados en genética durante siglos. Sus poderes sobrehumanos incluyen la habilidad psiónica de manipular las mentes y acciones de cualquier otro Deviant cuyo código genético sea conocido por él. Dado que también tiene una memoria fotográfica, eso significa efectivamente todos los Deviant que existen, con la única excepción del Señor de la Guerra Kro y Ransak el Rechazado.
Ghaur tiene un intelecto talentoso y es un maestro político y astuto estratega.
Los científicos deviants le han proporcionado "Minas cerebrales", que pueden dejar inconsciente incluso a un Eterno, brazaletes que contienen circuitos cibernéticos que paralizan la voluntad del usuario (convirtiendo al usuario en un esclavo) y varios vehículos deviants.
Ghaur poseyó brevemente el cuerpo y los atributos de un Celestial, pero perdió la mayoría de esos poderes al regresar a su forma original. Conservó un grado de fuerza y durabilidad sobrehumanas, la capacidad de sobrevivir sin oxígeno y poderes de manipulación de energía de bajo nivel durante un corto tiempo, pero luego perdió estos poderes sobrehumanos por completo.